# Hylaeus ibericus
Hylaeus ibericus là một loài Hymenoptera trong họ Colletidae. Loài này được Dathe mô tả khoa học năm 2000.